# Adam Dyczkowski
Adam Feliks Dyczkowski (Kęty, 17 de novembro de 1932 – Zielona Góra, 10 de janeiro de 2021) foi um bispo católico romano polaco.

## Biografia
Dyczkowski completar seus estudos em sua cidade natal e iniciou os estudos no Seminário Maior de Breslávia. Em 23 de junho de 1957 foi ordenado sacerdote pelo Bispo Bolesław Kominek, na Co-Catedral de Białystok. Imediatamente após a ordenação, iniciou os estudos na Faculdade de Filosofia da Universidade Católica de Lublin, obtendo em 1964 o doutorado. Após retornar a Breslávia, combinou o trabalho de vigário da paróquia da catedral, professor de seminário e capelão acadêmico. Durante 22 anos serviu a juventude acadêmica de Breslávia.
Em 19 de setembro de 1978, foi nomeado bispo auxiliar de Breslávia e bispo titular de Altava. Foi ordenado bispo na catedral de Breslávia, em 25 de novembro do mesmo ano, pelo arcebispo Henryk Roman Gulbinowicz, assistido por Stefan Bareła, Bispo de Częstochowa, e Wincenty Urban, Bispo titular de Abitinae.
Como vigário geral, foi responsável, entre outros, por: para a capelania: acadêmicos, intelectuais, professores e escoteiros. Em 25 de março de 1992, foi nomeado bispo auxiliar da recém-criada diocese de Legnica. Como membro da Conferência Episcopal Polonesa, atuou como vice-presidente da Comissão Episcopal para a Pastoral Acadêmica, membro da Comissão Episcopal para a Sobriedade, Comissão Episcopal para Assuntos Religiosos e presidente da Pastoral do Serviço de Saúde.
Em 17 de julho de 1993 foi nomeado Bispo de Zielona Góra-Gorzów. A entrada na catedral de Gorzów ocorreu em 5 de setembro, e na co-catedral de Zielona Góra em 12 de setembro de 1993.
Recebeu o doutorado honorário da Universidade de Zielona Góra. Também era cidadão honorário de Glogowa, de Gorzowa, de Pszczewa e de Zielona Góra. Em 2018, foi condecorado com a Cruz de Cavaleiro da Ordem da Polônia Restituta.
Papa Bento XVI aceitou sua renúncia em 29 de dezembro de 2007. Depois de se aposentar, o Bispo Dyczkowski mudou-se para a Casa dos Padres Aposentados em Zielona Góra.
Dyczkowski morreu em 2021 de COVID-19 durante a pandemia de COVID-19 na Polónia.